# العلاقات الكوستاريكية الناوروية
العلاقات الكوستاريكية الناوروية هي العلاقات الثنائية التي تجمع بين كوستاريكا وناورو.

## مقارنة بين البلدين
هذه مقارنة عامة ومرجعية للدولتين:
| وجه المقارنة                                              | كوستاريكا                                 | ناورو                          |
| --------------------------------------------------------- | ----------------------------------------- | ------------------------------ |
| المساحة (كم2)                                             | 51.10 ألف                                 | 21                             |
| عدد السكان (نسمة)                                         | 4.91 مليون                                | 10.08 ألف                      |
| الكثافة السكانية (ن./كم²)                                 | 96.09                                     | 48.00 ألف                      |
| العاصمة                                                   | سان خوسيه                                 | ضاحية يارين                    |
| اللغة الرسمية                                             | اللغة الإسبانية                           | اللغة الناورونية، لغة إنجليزية |
| العملة                                                    | كولون كوستاريكي                           | دولار أسترالي                  |
| الناتج المحلي الإجمالي (بليون دولار)                      | 57.06 مليار                               | 113.88 مليون                   |
| الناتج المحلي الإجمالي (تعادل القوة الشرائية) بليون دولار | 74.98 مليار                               | 162.98 مليون                   |
| الناتج المحلي الإجمالي الاسمي للفرد دولار أمريكي          | 11.26 ألف                                 | 9.83 ألف                       |
| الناتج المحلي الإجمالي للفرد دولار أمريكي                 | 14.92 ألف                                 |                                |
| مؤشر التنمية البشرية                                      | 0.766                                     |                                |
| رمز المكالمات الدولي                                      | +506                                      | +674                           |
| رمز الإنترنت                                              | .cr، قائمة نطاقات المستوى الأعلى للإنترنت | .nr                            |
| المنطقة الزمنية                                           | 00                                        | ت ع م+12:00                    |

## منظمات دولية مشتركة
يشترك البلدان في عضوية مجموعة من المنظمات الدولية، منها:
| علم المنظمة | اسم المنظمة                   | تاريخ انضمام كوستاريكا | تاريخ انضمام ناورو |
| ----------- | ----------------------------- | ---------------------- | ------------------ |
|             | الأمم المتحدة                 | 2 نوفمبر 1945          | 14 سبتمبر 1999     |
|             | الاتحاد الدولي للاتصالات      | 13 سبتمبر 1932         | 10 يونيو 1969      |
|             | الاتحاد البريدي العالمي       | ?                      | ?                  |
|             | منظمة الشرطة الجنائية الدولية | ?                      | ?                  |
|             | منظمة حظر الأسلحة الكيميائية  | ?                      | ?                  |
|             | يونسكو                        | 19 مايو 1950           | 17 أكتوبر 1996     |

## وصلات خارجية
- موقع وزارة الخارجية الكوستاريكية